# Oekraïense Socialistische Sovjetrepubliek
De Oekraïense Socialistische Sovjetrepubliek of OEkrSSR (Oekraïens: Українська Радянська Соціалістична Республіка (УРСР); Oekrajinska Radjanska Sotsialistytsjna Respoeblika (ORSR), Russisch: Украинская Советская Социалистическая Республика; Oekrainskaja Sovjetskaja Sotsialistitsjeskaja Respoeblika) werd gevormd op 25 december 1917. Ze was vanaf de formatie van de Sovjet-Unie in 1922 een republiek hiervan. In tegenstelling tot de andere sovjetrepublieken was de volgorde van de woorden in de officiële naam andersom: eerst "Raad" (Oekraïens: Radjanska, zie ook radenrepubliek) of "Sovjet" (Russisch: Sovjetskaja), daarna pas "Socialistische" (Oekraïens: Sotsialistytsjna; Russisch: Sotsialistitsjeskaja). 

## Geschiedenis
De Oekraïense SSR stamt uit de Oekraïense Onafhankelijkheidsoorlog (1917–1921). Aanvankelijk deden Moskou-gezinde communistische revolutionairen nog mee aan de op 17 maart 1917 opgerichte Tsentralna Rada in Kyiv, maar toen de Oktoberrevolutie in Petrograd gebeurde op 8 en 9 november 1917 (hedendaagse kalender), wilden zij Oekraïne bij deze beweging laten aansluiten. Voor de machtsovername van de communistische bolsjewieken in Rusland zocht de Tsentralna Rada nog een federatief verband met Rusland, maar de Russische voorlopige regering erkende haar niet. De meerderheid in de Tsentralna Rada wenste echter na de Oktoberrevolutie een autonome democratische republiek onder leiding van Mychajlo Hroesjevsky. Deze Oekraïense Volksrepubliek (UNR) werd op 20 november 1917 door de Tsentralna Rada uitgeroepen. De communistische revolutionairen weken uit naar de oost-Oekraïense stad Charkiv om daar op 25 december 1917 een eigen socialistische radenrepubliek uit te roepen.
De UNR en Oekraïense SSR raakten al snel in conflict met elkaar en andere strijdende partijen, waaronder de Witten (een mengelmoes van pro-Russische tsaristen, liberalen en republikeinen), de centrale mogendheden (Duitsland en Oostenrijk-Hongarije) en allerhande rebellenbewegingen. Met de interventie van het Russische Rode Leger werd de strijd ten gunste van de Oekraïense SSR beslecht, hoewel de westelijke regio's Galicië en Wolhynië onderdeel werden van de Tweede Poolse Republiek, de Krim werd geannexeerd door de Russische Socialistische Federatieve Sovjetrepubliek (tot 1954) en zuidelijk Bessarabië aan Roemenië toeviel (pas in 1954 werd dit aan de oblast Odessa toegevoegd).
Na de Tweede Wereldoorlog werden in 1945 enkele amendementen op de grondwet van de Oekraïense SSR aangenomen die het toestonden om als een aparte entiteit voor de internationale wetgeving naar buiten te treden, zij het alleen in bepaalde gevallen en met een zekere reikwijdte, terwijl het op hetzelfde moment ook onderdeel bleef van de Sovjet-Unie. Deze amendementen hadden vooral hun belang doordat ze de Oekraïense SSR toestonden om een van de leden te worden die de Verenigde Naties stichtten, samen met de Sovjet-Unie en de Wit-Russische SSR. Dit betekende in de praktijk niets anders dan dat de Sovjet-Unie extra zetels (en dus extra stemmen) kreeg in de VN, aangezien de Oekraïense SSR geen onafhankelijke stem had in het buitenlands beleid.
Op 24 augustus 1991 werd de Oekraïense SSR hernoemd tot Oekraïne en op dezelfde dag afgescheiden van de Sovjet-Unie, waarmee het een onafhankelijke staat werd.